# Silver Star
La Silver Star, chiamata Silver Star Medal dalla Marina e dal Corpo dei Marines statunitensi e traducibile letteralmente come «Stella d'argento» in italiano, è la terza più alta decorazione al valor militare che possa essere conferita ad una persona dalle forze armate statunitensi per un atto d'eroismo in azione contro un nemico degli Stati Uniti d'America. È preceduta dalla Medal of Honor e dalle «cross» delle forze armate, tre medaglie a forma di croce (Distinguished Service Cross, Air Force Cross, Navy Cross) di pari rango, specifiche per ogni branca di servizio del decorato: una per l'Esercito, una per l'Aeronautica e una terza condivisa da Marina, Marines e Guardia Costiera.
Può essere paragonata, per i criteri di concessione, alla medaglia di bronzo al valor militare italiana.

## Storia

Il capo dello stato maggiore congiunto ammiraglio Michael Mullen conferisce la Silver Star al capitano Ambrosia, durante la guerra in Afghanistan, l'11 luglio 2008.

La Silver Star successe alla Citation Star, che era stata creata con atto del Congresso il 9 luglio 1918; quattordici anni dopo, il 19 luglio 1932, il segretario alla Guerra Patrick Jay Hurley ne approvò la sostituzione con la Silver Star. Stilisticamente, la nuova medaglia incorporò al suo centro la Citation Star, mentre il suo nastrino fu basato sulla Certificate of Merit Medal, un'onorificenza che era stata conferita dal 1905 al 1918.
La nuova medaglia fu autorizzata dal Congresso il 7 agosto 1942 per la Marina e il 15 dicembre per l'Esercito. La base legislativa per il suo conferimento si trova nel Titolo X dell'United States Code, il corpus giuridico americano, ai paragrafi 3746, 8746 e 6244.

## Requisiti per la concessione
La Silver Star è conferita per atti di valore che non giustifichino decorazioni di ordine maggiore, nello specifico le tre «cross», Distinguished Service Cross, Air Force Cross e Navy Cross. L'eroismo dimostrato deve aver avuto luogo durante un'azione contro un nemico degli Stati Uniti, durante un'operazione militare contro una potenza straniera oppure durante operazioni condotte da una potenza amica contro un'entità non ufficialmente in conflitto con gli USA.
Nel passato, la Silver Star veniva concessa ai piloti dei caccia dell'Air Force e dell'aviazione di marina quando diventavano assi, mettendo a segno cinque abbattimenti riconosciuti. Negli aerei non-monoposto, la decorazione veniva solitamente estesa anche agli ufficiali delle armi e agli addetti al radar se potevano dimostrare di aver intenzionalmente rischiato più volte la vita in condizioni di combattimento estreme, uscendone vittoriosi. Tuttavia, durante la guerra del Vietnam - l'ultimo conflitto in cui vi siano stati assi statunitensi - i cinque aviatori che raggiunsero questo status furono insigniti sia della Silver Star che dell'Air Force Cross (per gli appartenenti all'USAF) o della Navy Cross (per l'Aviazione navale).

## Aspetto
La Silver Star si presenta come una stella a cinque punte del diametro di 38 mm, con al centro una corona d'allori che racchiude una stelletta d'argento da 4,8 mm. Sul rovescio, l'iscrizione «FOR GALLANTRY IN ACTION», per l'eroismo in azione. Il nastrino è lungo 35 mm e, dal centro simmetricamente verso le estremità, si compone di: banda centrale rossa da 5,6 mm, banda bianca da 5,6 mm, banda blu oltremare da 5,6 mm, banda bianca da 1,2 mm e infine banda blu oltremare da 2,4 mm.
Per il secondo e ulteriori conferimenti, si appongono sul nastrino foglie di quercia (oak leaf clusters) per gli appartenenti a Esercito e Aeronautica o stellette per quelli di Marina, Marines e Guardia Costiera.

## Decorati
Il dipartimento della Difesa statunitense non effettua un monitoraggio sistematico dei conferimenti delle Silver Star, ma stime indipendenti indicano che ne siano state concesse fra le 100 000 e le 150 000.
È probabile che il colonnello David Hackworth (1930-2005) sia stata la persona a ricevere più volte la medaglia, essendone stato insignito ben dieci volte per altrettanti atti di valore durante le guerre di Corea e del Vietnam.
Fra i decorati, anche il capitano italiano Luigi Giorgi, del gruppo di combattimento "Cremona", a cui fu conferita postuma la Silver Star nel 1945, durante la guerra di liberazione italiana, con motivazione: «Per eccezionali atti di valore». Oltre a ciò, Giorgi fu anche l'unico militare a ricevere due volte la medaglia d'oro al valor militare durante la guerra di liberazione.

### Donne decorate

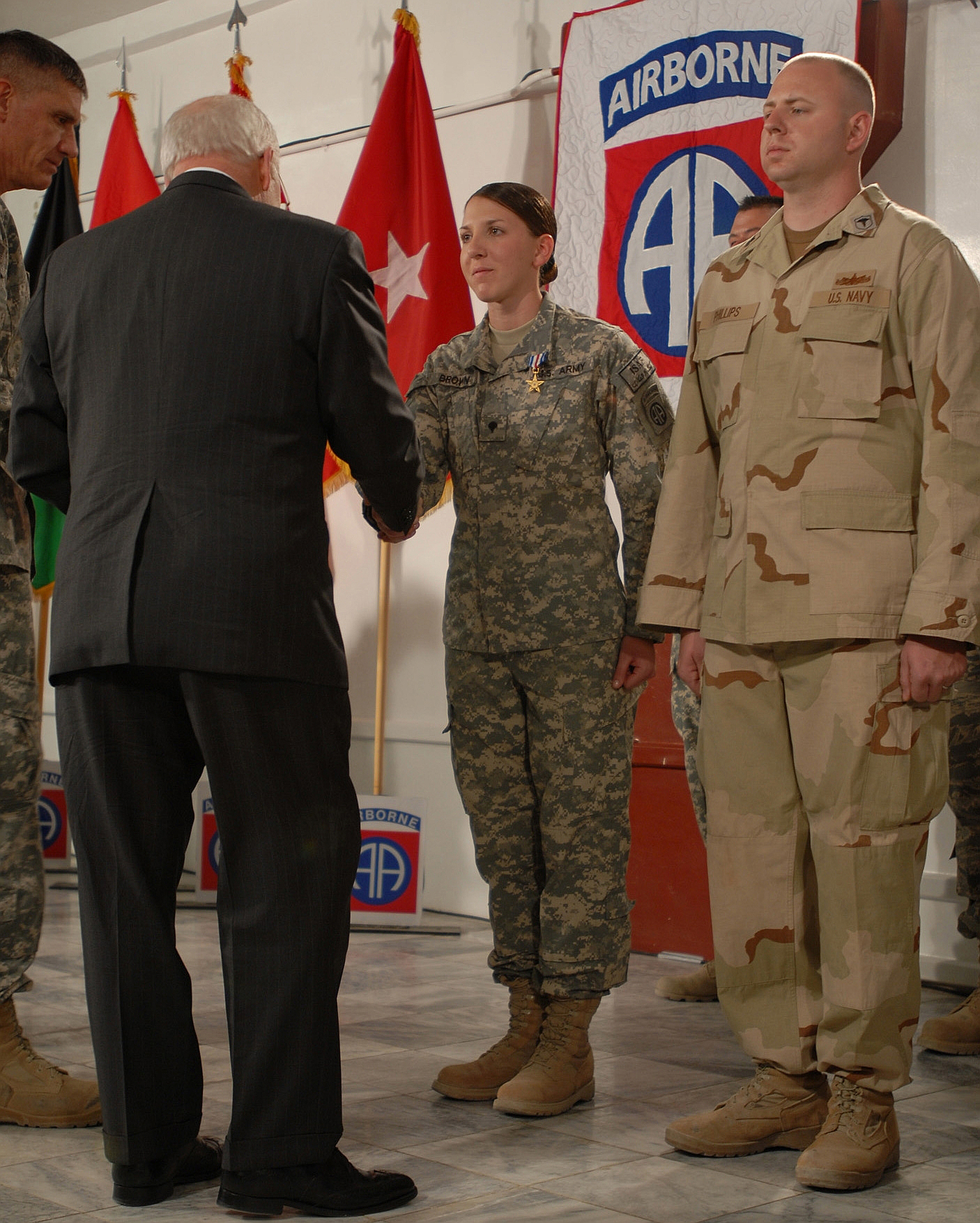
Il vicepresidente Dick Cheney conferisce la Silver Star alla specialista Monica Brown, 21 marzo 2008.

Nel 1944, furono insignite della Silver Star quattro infermiere statunitense, la tenente Mary Roberts e le sottotenenti Elaine Roe, Virginia Rouke e Ellen Ainsworth (postuma), che divennero così le prime donne a ricevere la prestigiosa onorificenza, avendo mostrato grande coraggio durante l'evacuazione del 33º ospedale da campo il 10 febbraio, ad Anzio.
Le quattro infermiere rimasero le uniche donne ad aver ricevuto la Silver Star per sessantuno anni, finché, nel 2005, la sergente Leigh Ann Hester della 617ª compagnia di polizia militare non ne fu insignita per l'eroismo mostrato durante un'imboscata al suo convoglio, in Iraq. La Hester, che uccise almeno tre nemici con il suo fucile d'assalto M4, è quindi diventata la prima donna a ricevere la medaglia per un'azione di combattimento ravvicinato. La seconda è stata la specialista Monica Lin Brown, soccorritrice medica del 782º battaglione di supporto, che nel 2008 ha anch'essa ricevuto la Silver Star per il valore mostrato nel mezzo di un assalto con esplosivi e raffiche di mitragliatrice al suo convoglio.
Inoltre, nel 2007 si è scoperto che tre infermiere erano state proposte per la Citation Star per un'azione del luglio 1918, durante la prima guerra mondiale. Non avendo mai ricevuto l'onorificenza ormai obsoleta, furono insignite postume della Silver Star, poi almeno in un caso consegnata ai discendenti.

## Onorificenze equivalenti per unità militari
Esistono anche quattro decorazioni, di pari rango alla Silver Star, che vengono assegnate ad unità militari (raramente superiori al battaglione, al gruppo aereo o alla singola nave) che abbiano, complessivamente, dato prova di valore.
Esse sono: la Valorous Unit Award per l'Esercito, la Navy Unit Commendation per la Marina e i Marines, la Gallant Unit Citation per l'Aeronautica e la Coast Guard Unit Commendation per la Guardia Costiera.